# 蛟龍 (潜水艦)

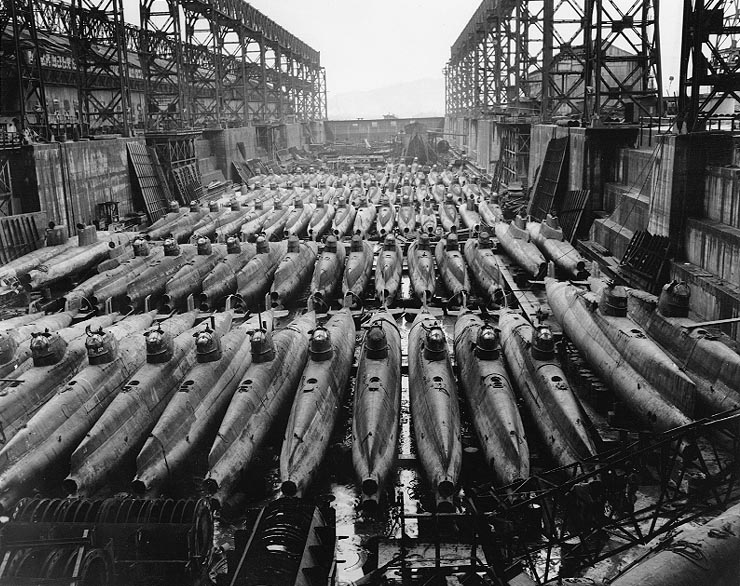
『戦艦大和を建造した呉のドック』乾ドックに各地の生産拠点や配備基地より集められた蛟龍が並んでいる。現在はジャパンマリンユナイテッド（株）呉事業所
1945年10月の撮影

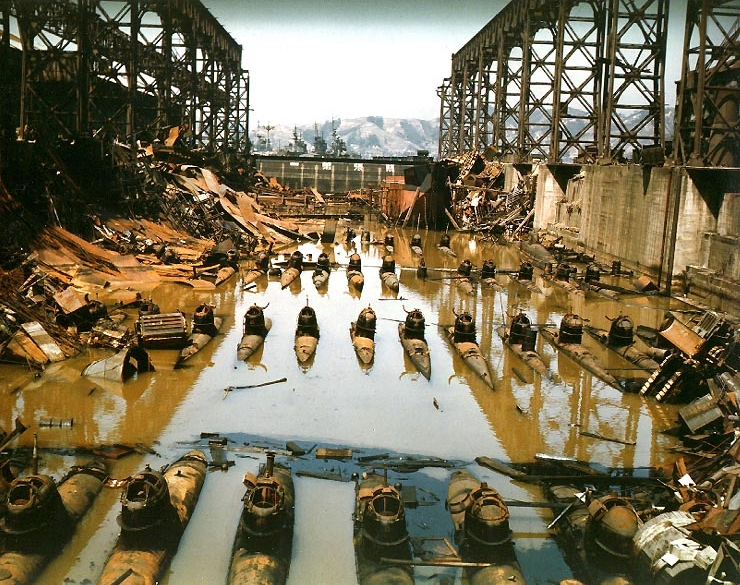
上記写真と同じ位置で4ヶ月後に撮影されたカラー写真
1946年2月の撮影

蛟龍（こうりゅう）は、大日本帝国海軍の特殊潜航艇の一種。文献によっては蛟竜とも表記される。開発当初の名称は甲標的丁型であるが、1945年5月28日付で『蛟龍』として兵器に採用された。兵装は450mm二式魚雷縦列2本で本土防衛に於る蛟龍の第一目標は空母・ 輸送艦、第二目標は巡洋艦 ・駆逐艦、第三目標は戦艦の殲滅と定められた。

## 概要
それまでの戦訓で指摘された行動力不足を改善するため甲標的を大型化して発電用エンジンを搭載、航続距離と乗員数を増やしている。蛟龍は波号潜水艦よりもさらに小さく、最小型の通常動力型潜水艦となっている。連続行動日数は5日であるが、操縦室内に横になるスペースはなく、電池室上部のベニヤ板の上で交互に休憩をとるなど居住性は劣悪であり、乗員の体力の消耗などから3日程度が限度だった。
決号作戦（本土決戦）における日本の「切り札」すなわち水中の特攻兵器（攻撃手段は体当たりではなく魚雷）と期待され、呉工廠、舞鶴工廠、横須賀工廠、三菱造船、播磨、日立向島、三井玉野、川崎神戸、新潟鉄工にて月産計80隻が予定された。のち生産工場に三菱神戸・三菱横浜が加えられた。戦備計画として1945年4〜6月に110隻、7〜9月に430隻、10月以後1,000隻を揃える方針が立案されている。後に海龍や回天の増産も行われたことから蛟龍の生産数が抑制された。関東地域での量産優先順位は蛟龍よりも海龍を優先している。
蛟龍の開発は黒木博司中尉の関与が大きい。彼は1942年（昭和17年）12月から大浦岬P基地に転勤し、以後、甲標的・Y標的・回天および甲標的丁型の個人的な研究を行った。これらの兵器の開発には彼の発案および研究成果が強く関わった。1944年（昭和19年）、蛟龍が開発開始された。この時点で甲標的母艦は戦没あるいは空母化され、母艦運用を前提としなくなった。これにより蛟龍は甲標的よりも艇体が大型化されている。黒木中尉のアイデアは甲標的丁型の司令塔形状、ガラス張りの風防、操縦室内のレイアウト、機関室の配置などにほぼそのまま採用されている。1944年5月、甲標的丁型の試作一号艇が完成、試験終了を待たずに量産が開始された。この時期、すでに黒木中尉は回天の開発と試験に専念しており、1944年9月6日には回天の試験中に事故が発生、彼は殉職した。彼の甲標的丁型に関する尽力の度合いを示すものとして、開発関係者は全員、甲標的丁型を「黒木に見せたかった」と発言している。1945年5月28日、甲標的丁型は兵器採用され、蛟龍と命名された。同日附で回天や海龍も兵器として採用されている。
蛟龍の性能は旋回能力、航続性能、連続行動時間の点で甲標的より改善されている。速度不明という条件であるが甲標的甲型の旋回径は空圧式操舵装置を利用して460m、油圧式操舵装置では400mと大きかった。蛟龍の旋回能力は半速で190mとされる。蛟龍の最高速力は18から16kt、ただし現実的な常用速力は6から10ktと見られる。甲標的丙型の航続距離は300海里であったが蛟龍では1,000海里に向上した。蛟龍の長距離進出の例としては、広島県のP基地から沖縄県の運天まで数百海里の長距離進出を行っている。ただし冬季の荒れた外洋航海には相当な無理があり、機関に損傷を負った。水中での連続行動は10時間程度が限度とみられる。
蛟龍は艇首に2基の45cm魚雷発射管を備える。甲標的はガダルカナル戦までは酸素を用いる九七式魚雷を使用し、それ以後は二式魚雷または航空用の九一式魚雷を使用した。九七式魚雷は雷速50kt、射程5,000mである。二式魚雷、九一式魚雷は雷速39kt、射程3,900mである。炸薬量はいずれも350kg。
甲標的の搭乗員が2、3名であったのに対し、蛟龍の搭乗員は5名に増え、専門の通信員を乗せたことで通信能力が向上した。ほか、蛟龍は基地運用が戦歴のほぼほとんどを占めるが、洋上では輸送用潜水艦であるハ101を母艦とし、洋上で45cm魚雷を補給できる。

「甲標的」から「蛟龍」
それまでの甲標的は、水中空母である伊号第一潜水艦の同型艦や「日進」、「千歳」、「千代田」などの母艦に乗せ、敵港沿岸にて母艦から別れ、甲標的が自力航行で敵港内に入り、停泊する敵艦船を2本の魚雷で損減させるために建造されたが、戦況が本土防衛と大きく切り替わっており、自力航行での行動制限を大きくし凌波性を強くする事が不可欠になっていた。
凌波性を強くするため船体を大きくし、遠洋航海に必要な多様な装備を載せるため、それまでより2名増員した乗組員5人で運行を賄う事が立案され、エンジンは51号丁6型ディーゼルエンジン4サイクル「500馬力」特G型発電機、甲標的丙型の大幅な改良型が開発されることになった。これに大きく関わっていたのは大日本帝国海軍軍務局第一課である。
昭和19年5月
甲標的丙型の改良による「甲標的丁型」の試作が完成し、昭和19年7月に各種の試験を経て開発が完了した。
甲標的丁型が正式に決まるまでの間、甲標的丙型は100隻（昭和19年7月に7隻、8月に7隻、9月に8隻、11月に8隻）で建造を終了し、昭和19年9月甲標的丁型201号艇から大量生産の計画案が決定する。
「甲標的丙型」については甲標的の項を参照。
蛟龍の大量生産
昭和19年9月
甲標的丁型は昭和20年秋までに600隻の建造計画があり、本土決戦における主戦力の新型兵器の指定を受けた。
短期間に大量生産を行うためのプロセスは、それまでの潜水艦の建造とは全く異なり、呂百型潜水艦と同じブロック工法で作られており、「通常の潜水艦のような製造と違い溶接を行わず、どちらかというと魚雷の組み立てに近い建造方法」である。
甲標的丁型の船体は「前部室」(魚雷・メインタンク・前部電池室)、「操舵室」(ディーゼル機関室・後メインタンク・発電機)、「後部室」(電池室・電動機室・スクリュー)の3ブロックに分けて製造され、後にボルトで締めて接合するブロック工法が採用された。
またこれに伴い、同じ構造の魚雷を持つハ101と同型艦が母艦とされた。
製造は呉海軍工廠倉橋島P基地、大迫Q基地から製造を開始し横須賀海軍工廠、舞鶴海軍工廠でも建造が始まるが間に合わず、民間造船所でも建造が行われる事になったが、昭和20年3月頃からB29などによる空襲で主力工場等が爆撃され、更に完成した機体も被害を受け、部品不足、工員不足、特殊技術者不足などの戦局の悪化もあって計画数を大幅に下回る事になる。乗組員としての指導を受けていた者の中には造船所に派遣される者も出た。

丁型(蛟龍)の初期生産と実験調査
昭和19年10月
最初に生産された丁型(蛟龍)は「201」〜「208」である。呉鎮守府は母艦秋津丸を司令艦に西田太尉指揮官・中島少佐軍医長副指揮官を丁型(蛟龍)の試験航行を兼ねて山口県大島郡周防大島町八代島。大分県早見郡日出町別府湾の大神基地。愛媛県西宇和郡伊方町三机湾周辺での航行・潜航訓練等を数ヶ月実施し不具合や改善改良等の実験調査を行った。

乗組員の大量育成と訓練
昭和19年
倉橋島のP基地が「第一特別基地隊」と改称される。もともとP基地は甲標的建造と乗組員の育成のための呉海軍工廠の分工場だった為に小規模であった。しかも甲標的丙型の乗組員は3名であったのに対し、甲標的丁型の乗組員は5名と数倍の規模になり、予科練の下士官出身の2200名を受け入れる事になる。しかし瀬戸内は軍事施設が多いため、米軍の空襲も多かった。

甲標的丁型の練習内容
元乗組員の回想録によれば、操縦訓練には基本的に甲標的丙型を改造した練習艇が使用され、数種類の練習艇があったようである。
座学を併用しながら、実務練習の最初は陸上にある練習艇の操舵室後部に指導員が座り、操舵操作や機構、暗号呼称などを練習し、操舵に艇長、艇付き、整備員の3人が座る。進行方向の右側に整備員が座り横操舵と魚雷担当、真ん中に艇長が座り潜望鏡・索敵・海図とコンパスで進路指示など、左側に艇付きが座り縦操作と速度担当。各種計器、各種バルブなどを教えられる。指導員から訓練された艇長の指示により整備員と艇付きの2人で操舵を操る。
この陸上練習で合格すると水上自走実務練習に入る。専門の訓練を受けていた通信員が整備員の後ろに横向に座り起倒式無線マスト・昇降無線マストを操り電信の送受信を行う。艇長の後ろに背を向けながら座る機関員はディーゼルエンジン・モーター・電池の保守点検・速度用の電流を調整をする。丙型の練習艇の司令塔は、普通の丙型より前後に長く、独眼鏡(潜望鏡)が前後に2本設けられており、最初の水上自走航行では艇長による独眼鏡での索敵など操舵を操り、水上自走航行や充電などを行う。
これに合格した後は水中自走航行練習に移る。潜航する際に排気弁を閉じるのを忘れる艇長が多く、潜航の開始と同時に排気弁から海水が入りバッテリーの硫酸と接触して猛毒のクロリンガスが発生することもあった。
水中航行練習では最初に安全深度100メートルの潜航練習から始まり、廃船を目標に魚雷の発射などを練習をする。海図とコンパスを使い、潜水艦の海難事故の多い岩礁の間の水中航行や狭水道を通過する訓練は非常に緊張したと回想されている(この頃の海図には岩礁の記載漏れがあった様で、練習事故の殉職者が多い)。
これら一通りの練習が終わると次に夜間航行練習に入った。練習時には別の講習員も同乗した 。

小豆島　第二訓練基地となる
昭和19年
醤油業界の倉庫の多い小豆島が候補に上がり、島民の協力を得て草壁海岸に勾留岩壁を造り、引き揚げ修理調整場とドッグと小型発電所を設ける。古江海岸には魚雷倉庫併用の魚雷調整場と金比羅山麓にトンネルを掘り、一部は工場、格納庫、基地員の兵舎数ヶ所に配置するが、岩壁が硬いうえ粘土が深く、学童も動員するが困難を極めた。
昭和20年5月2日
実務部隊として小豆島嵐部隊が年編成された 。
5月15日
基地隊本部を芦之浦の丸金青年学校に仮の本部として設ける 。艇長は本部の丸金青年学校、艇付きと整備員は古江の旅館、小豆島町立苗羽小学校を予科練出身の下士官の兵舎とした  。訓練途中の事故で亡くなった殉職者は約190名。
小豆島突撃隊の回想録に依ると、船体番号から殆どが岡山県の玉野造船所で造られた機体であり、中には玉野造船所に行き、帰りに甲標的丁型を航行して来たと云う者も少なくない。また小豆島への航行で機体が機雷に触れて殉職する者もいた。
昭和20年7月初め
退役した大型潜水艦
伊一型潜水艦、伊五十二型潜水艦が実習艦及び教材用として古江基地に配備される。
昭和20年7月末
小豆島嵐部隊が約2,000名の大部隊となり「小豆島突撃隊」と改称。しかし蛟龍の建造が間に合わず蛟龍に乗船出来ない乗組員が増える。
   。

地下工場　麗女(おおうるめ)島工場
昭和20年5月
本土決戦の主戦力に指定されたことで、甲標的丁型の生産は第一優先とされたが、米軍の空爆によって計画が大きく狂い、P基地、Q基地など物資の不足に加え、機構の複雑さ等で計画の半分以下しか完成出来ず、大麗女島地下に5本のトンネルを掘り、地下でトンネルを繋いで拡張し、工員約100名体制で建造が行われた。生産が軌道に乗るにつれ、この地下工場は拡張され呉海軍工廠「造船部麗女島工場」と命名された。
地下工場のため空襲の影響もなく、約40隻の品質の高い蛟龍が完成していたとされ、終戦まで製造が続けられた 。

蛟龍の命名
昭和20年5月28日
丁型は従来の甲標的より大型化になり乗組員の増員と航続力も約3倍となった。海軍艦政本部内の所管が「第二部：水雷部(水雷兵器)」から「第七部：潜水艦部」に換わる事で名称も変わった。
昭和19年には既に特殊潜航艇組織の中に、甲標的丁型を含めた蛟龍隊が結成されていた。この蛟龍隊の隊名に因み、甲標的丁型が『蛟龍』と当てはめられた格好である。なお既に大型潜水艦伊号の中にも「丁型」があった。
魏志倭人伝・万葉集に【蛟龍(みずち・こうりゅう)】の事が書かれている。魏志倭人伝「夏后少康之子封於會稽、斷髮文身以避（蛟龍)之害。」 万葉集十六巻「虎尓乗 古屋乎越而 青淵尓 鮫龍(蛟龍)取将来 劒刀毛我 」     
海軍艦政本部の組織は海軍艦政本部を参照。

### 生産拠点
予定数496隻、完成数115隻
- 横須賀海軍工廠（神奈川県横須賀市）
- 三菱重工横浜製作所（神奈川県横浜市）
- 川崎重工業（神奈川川崎市）
- 新潟鐵工所（新潟県新潟市）
- 舞鶴海軍工廠（京都府舞鶴市）
- 三井造船　玉野造船所（岡山県玉野市）
- 呉海軍工廠　倉橋島P基地／大迫Q基地（広島県呉市）
- 呉海軍工廠造船部 大麗女島工場（広島県呉市）
- 日立造船　向島工場（広島県尾道市）
- 三菱重工業神戸造船所（兵庫県神戸市）
- 神戸製鋼所播磨造船（兵庫県加古郡播磨町）
- 三菱重工業長崎造船所（長崎県長崎市）

製造工場と船体番号
日立造船向島工場　　　　「101号艇」～
呉海軍工廠　　　　　　　「201号艇」～
三菱横浜製作所　　　　　「301号艇」〜
舞鶴海軍工廠　　　　　　「401号艇」～
新潟鉄鋼所　　　　　　　「501号艇」〜
三井造船　玉野　　　　　「601号艇」〜
神戸製鋼所播磨造船  　　　「701号艇」〜
三菱重工業長崎造船所　　「801号艇」～
横須賀海軍工廠　　　　　「901号艇」～
(甲標的丙型は54〜100号で生産終了、実際には「甲標的甲型・乙型・丙型97号で生産終了。途中から日立造船向島工場でも生産が始まる。舞鶴海軍工廠の「401号艇」は訓練途中に事後を起こし沈没し「402号艇」が1番艇となる。昭和20年7月18日横須賀と海軍工廠が空襲に遭い「901号艇」が大破する。その為に「902号艇」が横須賀海軍工廠の1番艇となる。) 

### 配備基地
- 岩井袋基地（千葉県安房郡鋸南町）

- 勝山特攻基地（千葉県安房郡鋸南町）
- 勝浦特攻基地（千葉県勝浦市鵜原）
- 須崎特攻基地（千葉県館山市）
- 三保園基地（静岡県静岡市清水区）
- 柿崎基地（静岡県下田市)
- 麦ケ浦基地（石川県穴水町麦ケ浦）
- 大島基地（福井県大飯郡おおい町大島）
- 北吸基地（京都府舞鶴市）
- 九島基地（島根県松江市七類浦）
- 柳井潜水学校(平生) （山口県柳井市）：教材用？
- 大竹潜水学校（山口県熊毛郡平生町）：教材用？
- 安下庄基地（山口県大島郡周防大島町）
- 平生基地（山口県熊毛郡平生町）
- 松浦基地(佐伯)（大分県佐伯市鶴見）
- 三机基地（愛媛県西宇和郡伊方町）
- 小豆島古江基地（香川県小豆島町古江）
- 小勝島基地（徳島県阿南市）
- 深浦基地（愛媛県南宇和郡愛南町）
- 矢岳特攻基地（長崎県佐世保市小佐々町）
- 桜島海軍基地（鹿児島県鹿児島市桜島）
- 大島基地（鹿児島県大島郡瀬戸内町）
- 三浦基地（鹿児島県奄美市）
- 運天基地（沖縄県国頭郡今帰仁村）
- 高雄基地（台湾）

### 戦後
昭和20年9月10日
呉鎮守府からの指令を受け倉橋島のＰ基地、大迫Ｑ基地(共に大浦突撃隊)の乗組員が倉橋島・大迫・小豆島・三机・大島・九島・安下・松浦・桜島・安下庄等に配備されていた蛟龍や、格生産工場等で航行可能や完成された残存の蛟龍が戦艦大和を建造した呉の乾ドッグに集められ、その数は百数十隻に及んだ（上掲写真）。回顧録では米軍にスクラップにされる事を知りながら涙と共に運んだとも。尚、横須賀海軍工廠の資料は不明。

## 構造
蛟龍の船殻構造は、甲標的と同様に艇体を前部・中部・後部セクションに分割し、フランジ部分でボルト結合している。艦は前方から魚雷発射管を納めた区画、前部電池室、操縦室、機関室、後部電池室、艇尾の電動機や縦横舵の装備区画で構成される。艇体本体は円筒形で、この上部に3区画のメインタンクを設けた。全長は26.25m。直径は2.04m。艇の塗色は焦茶色である。艇体を暗緑色、上部構造を艶消し黒色で塗る組み合わせも少数見られた。司令塔正面に菊水マーク、艇体前後に喫水マークを記入した。
最前部に、二式魚雷を装填した45cm魚雷発射管2基を縦に装備、この発射管の後方左右に操舵用気畜器を備える。発射機の前部左右は第一燃料タンクになっている。気畜器の下部に発射用気畜器が置かれた。また前部トリミングタンクが発射機の下部に置かれた。隔壁を介してこの後方は前部電池室になっている。
前部電池室はわずかな上部スペースが通路となっており、側壁と中央部ラック内に特H型蓄電池が密に配置されている。蛟龍の搭載した電池の総数は200個。内部には水素ガス検知器、排気用電動送風機、伝声管、排気管が装備され、電池室の床面にはコンクリートが充填された。側壁の余剰空間を利用し第二燃料タンクが設けられている。
電池取出口と気密扉の設けられた隔壁を介し、後方に操縦室が配された。内部には5名分の席が設けられている。操縦室前方左側に主艇付席、右側に副艇付席、その後方中央に艇長席がある。艇長の前には司令塔へ登るための踏台が置かれている。艇長の後方左側に電気員席、右側に機械電信員席が設けられた。床面は補助タンク・応急タンクになっている。搭乗員が横になれるようなスペースはなく、内部壁面には各種装置が装着されている。主艇付席の前には九七式転輪羅針儀が備えられ、隔壁に150mまでの深度計と左右傾斜計がつけられていた。副艇付席の前には隔壁に60ｍ深度計と耐圧震度計が装備されている。電気員席左の壁には発電機管制盤、灯火開閉器と後群原動配電盤が設けられた。機械電信員席の前には横舵操舵油圧等筒が置かれた。ほか酸素ビンとビルジポンプが装備された。操縦室上方には風防が特徴的な司令塔が設けられている。この楕円形状の司令塔にはハッチ、九七式特眼鏡改二、昇降式吸気筒、無線マストが装備された。
第二気密扉と覗き窓のついた操縦室後端隔壁を介し、機関室が設けられている。機関室前部中央には潤滑油タンクと150馬力の五一号丁型内燃機関、これの後方に特G型発電機が接続されている。床面には第三燃料タンクが置かれた。エンジンの左側にパラジウムを触媒とした水素ガス吸収器、発電機の左には主電動機界磁調整器が置かれた。発電機により蛟龍は自己充電が可能で、所要時間は9時間だった。
気密扉の付いた隔壁を介して後部電池室が設けられている。後部電池室も前部電池室と同様のレイアウトとなっているが、前部に冷媒圧縮機が装備された。床面には4番燃料タンク、後部トリミングタンクが置かれている。また蛟龍にはフレオン・ガスを用いた小型の冷房装置が搭載されている。
電池室後方は艇尾であり、ここに機密扉付きの隔壁を介して500馬力モーターと減速機、潤滑油冷却用循環ポンプが配置された。減速機床面には潤滑油タンクが置かれている。丁型には直流600馬力電動機が搭載されたものの、電池数の制約から出力は500馬力にとどまったともされる。資料により最大速度は18ktまたは16ktとされる。艇最後尾には縦舵と横舵が配置され、蛟龍量産型の場合にはこの後ろに1.6m径のシングルプロペラが置かれた。蛟龍初期型は甲標的と同様、プロペラが二重反転式である。シングルプロペラから生じるトルクの吸収のため、左右の横ヒレを飛行機の補助翼のように上下逆に動かし、傾斜を防いだ。ただし低速では効果が少なかった。

### 魚雷
蛟龍の魚雷は艦内に格納はなく艦の外側から魚雷発射管に魚雷を装填し海水も注入する。航行中に魚雷が岩礁等に当たり誤爆等を防ぐ為に魚雷発射管の頭部にキャップを被せた。魚雷の重量が１トン近くある為に魚雷発射時に浮力が起き、司令塔が海面へ飛び出す事もあった。上下2本の魚雷は浮力の関係で下段から艇長の指示で整備員が操舵室よりトリガーにて発射する。蛟龍の魚雷は絶えず海水に浸かっている為、魚雷本体に藻や貝の付着を防ぐ為に本体に漆を塗り付着を防いでいる（漆を魚雷または船体に塗った記録のあるのは世界で日本のみである）。魚雷発射と同時に魚雷本体に海水を入れる事により魚雷本体内の酸素が膨張しスクリューの伝導と繋がり魚雷が航行する。
魚雷の当初計画では甲標的から受け継がれた「九七式酸素魚雷」であったが構造が複雑で量産見通しが不確実であった為に「九一航空魚雷」を改良した「二式魚雷」とした。
二式魚雷の内訳　口径450mm  全長5.600 重量1t　8気筒星型単列ピストンエンジン　炸薬量350kg　雷速39㌩　射程3,000 概要でも触れている。

### 水中聴音機及び探信機
発動機音　　　　　150〜200    ヘルツ
ディーゼル音　　　350〜450   ヘルツ
タービン音　　　　450〜1000ヘルツ
潜水艦音　　　　　300〜350   ヘルツ
魚雷音　　　　　　500〜1400ヘルツ(タービン音に似るが音質が整い高速で近づく) 

### 初期型から量産型へ
- シングル・スクリュー、縦舵の変更
蛟龍の量産型で甲標的から受け継がれてきた2重反転プロペラがシングル・スクリューに変更された経緯は横須賀海軍工廠の尾筺(びきょう)工場は蛟龍本体及び部品を作っていた。しかし尾筺工場が空襲に遭い、部品が滞り単純化にする為に苦肉の策としてシングル・スクリューに変更し、試験航行では初速時や低速時にツリムが変わるものの水中速力は逆に早くなり量産型からシングル・スクリューになる。甲標的や初期型の蛟龍の二重反転スクリューの中軸は左回りだったが量産型のシングルスクリューは右回りで発進時にツリムは約5度程取舵に傾くも速力が上がるとツリムが戻る為に特に支障はなくシングルスクリューに変わった事で静音性が向上し正式に取り入れる。量産型の舵は上下・左右とスクリューを囲む様に大きくなった。
- ノーズラインを高くし上部の水平変更
司令塔から船首までのノーズラインを高くし上部を水平にしたのは内部のバラストタンクを大きくする事で急速潜航、急速浮が早く出来る様になる。２本の魚雷をバルバス・バウの代わりとしノーズラインの水平変更は魚雷の重量が約1tあり発射に伴い浮力で船首が上下どうに動くのを抑える為であったが急速浮上する際は逆に妨げになる。[57]
初期型のベント弁の位置が第一バラストタンクの前部にあり量産型のベント弁の位置は第一バラストタンクと第二バラストタンクの間になっている。クリートが初期型では船首と司令塔の前後、合計3ヶ所あったが量産型では船首と司令塔の後部の2ヶ所に変更されている。
- 無線マスト
蛟龍の船体が海中から浮上した場合には通信員は司令塔から艇外に出て船体右舷で司令塔の後部付近から後方に寝ている無線マストを手動にて可動し掲げる。船体が潜航する際には海水の圧力にて無線マストは自然に後ろ側に倒れる。
- 船体の色と九七式独眼鏡
蛟龍船体の色であるが上部(船体の5/1)は甲標的から受け継がれて来た艶消しの黒に非常に近いダークグレーで船体上部から下はダークブラウンである(長崎造船所の蛟龍のみダークグリーン) 。
蛟龍の独眼鏡「九七式独眼鏡(潜望鏡)」はプリズムレンズになっており、電動による昇降する。現在の「オリンパス光学」の製作である。

## 戦歴
蛟龍の実戦参加は僅かである。1945年3月8日、甲標的丁型二〇九、二一〇号艇が輸送船で曳航されて沖縄に進出した。また二〇四、二〇七、二〇八号艇が自力で進出を試みた。荒天により航海は困難であり、二〇四、二〇七艇は口之永良部島で衝突座礁した。この2艇は引き返したともされる。1945年3月10日、エンジンに焼き付きを生じながらも二〇八号艇のみ沖縄に進出した。3月25日20時から24時、二〇九、二一〇号艇は他の甲標的丙型と共に出撃、3月26日に2艇とも未帰還となった。この戦闘では甲標的丙型六七号艇が駆逐艦ハリガンを撃沈した。アメリカ側ではこの喪失を機雷によるものと判定している。また3月26日18時頃から24時にかけ、二〇八号艇に出撃命令が下りたが、故障により出撃不能のところを空襲され、撃沈された。
大戦末期、蛟龍は日本本土の各基地に配備され、訓練を行いつつ本土決戦に向けて待機していた。昭和20年7月末の状況では、呉鎮守府に48隻、佐世保鎮守府に4隻、舞鶴鎮守府に3隻、大島防備隊に1隻、ほか連合艦隊の第十特攻戦隊に18隻が所属したがこの部隊は8月5日に呉鎮守府麾下突撃隊へ編入された。
蚊龍 甲標的の沖縄戦
昭和19年8月
広島県呉の倉橋島P基地より沖縄本島本部半島の東側運天港に(鶴田伝指揮官)甲標的丙型「60号艇」～「68号艇」後の第2蛟龍隊が輸送船に曳航され乗組員・基地員が沖縄の那覇港経由で運天港に到着する。沖根司令と合流し海軍兵学校で同期だった第27魚雷艇司令の白石信也部隊。海軍第226設営隊（山根部隊）の約1,200名・勤労奉仕隊100名・地元住民の力を借りて基地建設を進め蛟龍格納豪(蛟龍秘阪壕)、魚雷倉庫等を隠す構築豪を掘り配備する。宿舎は今帰仁村立・天底国民学校を借り第27魚雷艇と同居となる。。
昭和19年10月10日
朝グラマン艦載機が約20機編隊で第二波は約40機・第三波は約60機・昼過ぎの第四波は約200機の爆撃を受け基地や山林等を焼失し運天港に停泊していた第51北進丸・住吉丸は沈没し瑞博丸は避難途中に座礁する。
第2蚊龍隊の甲標的丙型は61・62・63・68号艇を失なう。13mm機銃で応戦しグラマン1機撃墜する。
昭和20年1月28日
花田隊の「花田　蚊龍  204号艇」、「古賀　蚊龍  207号艇」、「伊予田　蚊龍 208号艇」の3隻は広島県呉の倉橋島P基地より自力航行で関門海峡を抜けて沖縄の運天港を目指して出撃する。同じくP基地から自力航行で三笠隊の「三笠　蛟龍 203号艇」、「飯田　蛟龍 202号艇」、「勝又　蛟龍 201号艇」の3隻が秘密裏に出航する。
後から倉橋島P基地より輸送艦扶養丸に搭載され出航したのは大河隊の「大河　蚊龍  209号艇」「唐司 蚊龍  210号艇」である。
さて、花田隊の蚊龍隊の動きは山口県光港、徳山港に寄り開門海峡を通過、玄界灘に出て佐世保港に僅かに滞在し出航するも吹雪で荒波に翻弄され天草の本渡港に寄る。
花田隊の蚊龍は鹿児島の阿久根港付近で「207号艇」の魚雷発射管キャップ離脱、「208号艇」は串木野沖にて悪天候の荒波でタンクに船体に亀裂「204号艇」も故障し3隻共に佐世保に修理の為に寄港し修理を終え「208号艇」艇長の伊予田中尉から本来の酒井艇長と変わり富士丸と共に出航する。
口永良部島付近にて荒波の為潜航し避難をするが「207号艇・208号艇」が水中にて接触「207号艇」はメインタンク損傷「208号艇」は座礁し大破する。
富士丸は「207号艇・208号艇」を曳航し鹿児島指宿の南側にある山川港にて修理するも「207号艇」は部品が無く曳船により佐世保に寄港し倉橋島のP基地に戻る。
昭和20年3月8日頃
1月に倉橋島を出航した蛟竜隊の大河隊「大河　蚊龍  209号艇」「唐司 蚊龍  210号艇」花田隊の「花田　蚊龍  204号艇」「酒井　蚊龍　208号艇」(艇長が途中で交代)其々に運天港に到着する。
昭和20年3月23日
早朝に米軍の艦載機約200機が飛来し空襲を受ける。蛟竜・甲標的丙型7隻の潜航艇は湾内海底に潜り被害を免れるも、夕方に前年度運天に進出していた「渡辺　甲標的丙型　65号艇」が充電中で避難が間に合わず爆撃され沈む。基地、倉庫も爆撃され地上の施設は壊滅する。
昭和20年3月25日
沖根司令より日没後、慶伊瀬島南方の散開待機攻撃命令が下る。鶴田隊長の訓示で何度も攻撃をする、死んではならないとの撃が飛ぶ。夜間になり第1小隊「大河　蛟竜 209号艇」「唐司　蛟竜 210号艇」「河本　甲標的丙型　67号艇」の3隻が出撃する。
昭和20年3月26日
「河本　甲標的丙型　67号艇」は慶伊瀬島北方5海里付近で米戦艦フレッチャー級駆逐艦を捕捉し魚雷2本発射し1本が命中(陸軍観測班が確認)し帰還するが「大河　蛟竜 209号艇」「唐司　蛟竜 210号艇」の2隻は帰還せず戦死と記録される。(戦没者名簿では3月25日となっている)
昭和20年3月26日
天号作戦が発令され同日、出撃準備の「酒井　蛟竜208号艇」は充電中米艦載機の攻撃に遭い沈没する。夜間になり第2小隊「川島　甲標的丙型60号艇」「佐藤　甲標的丙型64号艇」の2隻が出撃する。
昭和20年3月27日
「佐藤　甲標的丙型64号艇」は残波岬西6海里で米大型掃海艇「サクセス」に魚雷を発射し1本命中(損傷不明) 深度120mに潜航退避し数十発の爆雷を受け奇跡的に損傷を免れるが充電切れの為に基地に戻れず夜間浮上し海上充電する。米潜水艦と誤認され日本陸軍から砲撃を受けそうになりフンドシ姿で司令塔に登り砲撃を辞めさせた事は後世でも語り草になる。
「川島　甲標的丙型60号艇」は米戦艦に魚雷を発射するが外れ米海軍の猛攻を受け損傷しながら帰還する。
昭和20年3月27・28日
蛟龍隊第1小隊・第2小隊、第27魚雷艇隊は出撃を繰り返し米艦隊5隻を沈める。
佐世保鎮守府司令長官の賞詞電文『第二蛟竜隊及第二魚雷艇隊ガヨク戦機ニ投ジテ戦果ヲアゲツツアルハ大ニ可ナリ、皇士守護ノ埞身兵力トシテ今後一層ノ健闘ト成功ヲ祈ル』
※この電信が米軍に探知され蚊龍隊、第27魚雷艇隊の運天基地の場所が知れる。
昭和20年3月30・31日
米軍の機動部隊は延べ数百機の艦載機で運天港を空襲し、運天港の海軍部隊と機能を壊滅させる。何処かに諜報員が活動しているのではないかと噂が大きくなる。「川島　甲標的丙型60号艇」は夜間移動中に岩壁に衝突し沈む。「沖縄県史」各論編６ 
昭和20年4月6日
米上陸部隊が運天港に迫って来た為に残存基地と残った「佐藤　甲標的丙型64号艇」 「河本　甲標的丙型　67号艇」の2隻を処分し陸戦隊となり第二十七魚雷艇隊と合流し山岳に入る。
昭和20年4月7日
上陸し内陸に入った米軍との銃撃戦になり12名が戦死する。
第二十七魚雷艇隊の名称を『遊撃隊』と改称する。
昭和20年5月末
八重岳から乙羽岳に異動する。
昭和20年7月5日
米軍に居所を知られ無数の迫撃砲を受け更に機銃掃射を受け交戦するが13名が戦死する。
昭和20年7月17日
沖縄の地元の子供たちで構成されている 護郷隊と合流し米軍の情報を得る。雨の日を待ち米兵舎の床下に爆弾を仕掛け米兵が飛び出した所を機銃掃射を仕掛け手榴弾を投げるゲリラ戦に出る。
交戦中に戦死した蛟龍隊の河本指揮官から蛟龍隊の酒井が指揮を取り護郷隊に道案内を頼む。
昭和20年7月末
『遊撃隊』の維持が困難になってきた為に一旦解体し小隊編成を組み直し米軍に対しゲリラ戦をしながら生き延びる策を施す。
沖縄戦では甲標的丙型、蛟龍の乗組員、基地員など関係者が玉砕に近い約400名が戦死した。
  
奄美大島  三浦基地の蚊龍隊
昭和20年 3月15日
倉橋島P基地の蛟龍隊・甲標的丙型「中平艇」・「橋本艇」(船体番号不明)に沖縄への出撃命令が下り準備をする。
昭和20年 3月23日
米艦載機が編隊編成で呉を襲い「中平艇」が被弾するが軽傷の為修理する。
昭和20年 3月25日
輸送艦に「中平艇」・「橋本艇」を載せて進撃する。
昭和20年 3月26日
佐世保鎮守府は沖縄が米艦載機からの攻撃を受けている報を聞く。
昭和20年 3月27日
佐世保鎮守府は緊急輸送作戦を発令する。
沖縄の運天基地に進出する予定を急遽奄美大島の三浦基地に切り替え準備と作戦を急ぐ。
昭和20年 3月31日
輸送艦3隻、海防艦1隻、駆逐艦に中平・橋本2隻の甲標的丙型 と蛟龍4隻(艇長 船体番号不明)を輸送艦に乗せ蛟龍隊としの乗組員の他、基地員、整備員約30数名と共に佐世保を出港する。
輸送艦17号の丹羽艦長が指揮を取る。
途中、日中に米哨戒機に発見され進路をシナに侵攻する様に見せ掛け夜間に戻す。
夜間に編隊を組み米夜間戦闘機の攻撃を受ける。
輸送艦1隻は中破、銃撃を受け数人の戦死者が出るが蛟龍と隊の乗組員は無傷。
昭和20年 4月2日
奄美大島の南西、加計呂麻島の三浦基地に到着し基地整備に入るが翌朝から毎日の様に米戦闘機の攻撃を受け輸送艦と海防艦が沈没し防戦となる。
昭和20年4月3日
早朝より米艦載機の襲撃を受け丹羽蛟龍隊の甲標的と蛟龍は海中に潜らせ隠すも被弾した部分より海水が艇内に入る艇があり米艦載機が去って修理を急ぐ。
夕方に米艦載機百機以上の襲撃を受け海防艦と輸送艦1隻が沈没する。
夜間に大破した輸送艦より食料や機材等を運ぶ。
別日、輸送艦も大破に伴い蛟龍2隻が米戦闘機の攻撃を受け使用不能となる。
昭和20年月日不明
蛟龍2隻が米戦闘機の攻撃を受けて沈む。
昭和20年6月
隠してあった甲標的丙型1隻が米戦闘機の攻撃を受け使用不能になる。
昭和20年10月
最後の甲標的丙型1隻を守り8月15日の終戦を知らず丹羽蛟龍隊員が復員しながら本土の土を踏んだのは10月になる。
薩摩半島沖合にて沖縄蛟龍隊、母艦富士丸共に全滅する
昭和20年3月25日
沖縄に出撃していた花田隊(第二蚊龍隊)の母艦富士丸は口永良部島で水中衝突し部品が無く帰島する「207」を乗せて倉橋島まで戻った後、呉の倉橋島P基地より水野蚊龍隊・横谷蚊龍隊(他の各艇長・船体番号不明) 倉橋島P基地からの沖縄に進出するである為に船体番号は「200番台」である。富士丸は蚊龍を搭載し広島呉の倉橋島ｐ基地より沖縄に向けて出港し途中佐世保港に立ち寄った後、米テンチ級潜水艦の追尾を受け判らぬまま鹿児島の山川港に寄る途中の薩摩半島沖合「開聞岳の南方約5キロ」にて米テンチ級潜水艦・ティランテ (潜水艦)の雷撃を受け母艦富士丸と共に搭載の蚊龍及び乗組員・基地員、富士丸の船長他乗組員全員が全滅する。
『沖縄蛟龍隊が全滅した辺りには日本海軍水中測的機の磁気探知機・水中聴音機・探信機等が配備が無く弱い処を突かれた格好である』
三笠蛟龍隊　種子島・屋久島近海から呼び戻す
昭和20年4月10日
1月末
三笠隊は母艦芙蓉丸「三笠　蛟龍 203号艇」・「飯田　蛟龍 202号艇」・「勝又　蛟龍 201号艇」の３艇は小隊編成を組み花田隊の後から呉倉橋島のP基地から沖縄に向かって航行する光回天基地で休息した翌日に出港し周防灘に入ると波が荒くローリングが始まる。宇部港で整備点検をし関門海峡を抜け日本海に出た途端に波が荒れ狂う中を博多港で修理点検をする。情報では対馬近海に敵潜水艦が出没し魚雷攻撃を仕掛けていると聞く。玄界灘に出ると風雪の日本海の洗礼を受け呼子港に寄港し翌日に佐世保港の潜水艦基地のドッグに接岸し数日の間、修理と燃料食糧等を積み出港する。またしても日本海の洗礼を受け母艦を先頭に小隊編成で天草の南にある牛深港へ入る。波は多少穏やかになり翌日は更に南下し枕崎の西方坊津港に入る。停泊中に米艦載機が編隊を組み現れ三笠隊は直ちに潜航し攻撃から逃れる。母艦が心配であったが浮上すると無事であった、夜に基地の爆撃の閃光と音の中、準備を急ぎ早朝に鹿児島湾の山川魚港を目指す。山川魚港では指揮官を中心に沖縄へ向けての整備や海図を見ながら作戦を練り出港し南下をする。種子島と屋久島の間辺りで離れていた母艦が近づき手旗信号で軍令部 の命で山川魚港へ戻れと命があり反転し戻る。鹿児島の爆撃が激しくなり呉の倉橋島へ帰投する。時を同じくし花田隊の残存艇も戻っており大浦突撃隊付きとなり決号作戦に参加する事になる。 
決号作戦　小豆島突撃隊
昭和20年7月15日
北海道東側沿岸が米戦艦からの艦砲射撃を受ける。8月に入ると東北の三陸沿岸が米艦載機やB29から空襲を受け南下する姿勢があった。
昭和20年8月10日
大谷司令は小豆島突撃隊を編成し稼働出来る甲標的、蛟龍全艇に魚雷装填と充電し燃料・食糧等を出撃準備を発動する。
昭和20年8月13日
早朝に落山隊の蛟龍隊「落山　蛟龍 607号艇」以下十数艇は3隻が小隊編成となり現在の徳島県阿南市にある紀伊水道の小勝島基地を目指して航行する。橘湾には既に魚雷艇隊や震洋等が集結し蛟龍隊は魚雷艇隊の兵舎を借りて紀伊水道の見張りと訓練を兼ねて航行する。
昭和20年8月15日
准士官以上の者は全員士官室に集合せよのと命を受けラジオの前に整列し終戦の報を受ける。
昭和20年8月16.17日
蛟龍隊・魚雷戦隊・震洋隊は「全艇　基地に帰島せよ」の命を受ける。
昭和20年8月25日以降
小豆島基地にて大谷司令の訓示を受けて復員の準備をする。
決号作戦　大浦突撃隊 畠中和夫艇長　沖縄出撃と自決の謎
昭和20年8月15日
「畠中  蛟龍 214号艇」の乗組員は大分県の佐伯湾松浦基地にて終戦を知る。
昭和20年8月16日
終戦の翌日に畠中和夫艇長は司令官に呼ばれ司令室に入る。「戻った艇長から話しの中身は乗組員も誰も知らず沖縄出撃の謎が畠中艇長単独なのか司令官の命令なのか永遠の謎となる」
昭和20年8月17日
「畠中  蛟龍 214号艇」の畠中艇長は乗組員全員に最後の夜間訓練であるが燃料、食料、水等は十分な程積み、薄暗くなる時刻に「蛟龍 214号艇」最終の夜間訓練と称し沖縄へ向かう。(渡辺程付だけに沖縄出撃計画、叶わぬ場合には自決決意を仄めかすが艇長命令である事と他言を禁ずる)
他の乗組員は荷物が多すぎる事を含め畠中艇長の様子を不審に思いながら個々の役割をしながら夜間訓練の為に出航する。
昭和20年8月18日
松浦基地では待機命令中に「蛟龍 214号艇」が行方不明になっている事に基地は大騒ぎになり捜索隊を出すが手掛かりがなし。(無線マストの昇降に手を加え長距離無線が出来ない様していた事が後で分かる)
鹿児島県沖にて羅針盤が故障する。
畠中艇長は薄暗い早朝よりディーゼルエンジンを発動し充電しながら「214号艇」の司令塔で見張りをしながら沖縄に進める。
朝、渡辺程付は畠中艇長が司令塔から降りて来ない事に渡辺程付は自決を仄かしていた事にもしやと不審に思いハッチを開けると海水に混じって血が降って来る。
終戦直後でグラマンから機銃されたのかも思い、狭い司令塔に登ると横たわる畠中艇長に驚き整備員の藤川に救急箱とを持たせ司令塔に登らせる。(右のコメカミから左のコメカミに弾丸が貫通) 畠中艇長は左コメカミにピストルを当て自決していた。ピストルは首から紐で吊るされていた。
鎌田通信員、後井機関員にも知らせ全員で畠中艇長の遺体を操舵室に降ろし電池室に移動して軍艦旗で覆う。
渡辺程付は他の乗組員と相談し佐伯湾の松浦基地へ帰投する事にする。
グラマンに備えて夜間航行に切り替えるが途中で機雷と接触しそうになり辛うじて回避しながら松浦基地へ進むが「蛟龍 214号艇」は佐伯海軍航空隊本部へ回頭する指示が出る。
昭和20年8月19日
佐伯海軍航空隊艇基地に接岸するなり畠中艇長の親友の吉本整備士官が駆け付けて安否を尋ねる。渡辺程付が畠中艇長が自決した旨を説明する。
基地司令には手旗信号にて艇長自決報告と上陸許可願いを送る。上陸し畠中艇長の遺体を駆け付けて来た仲間と3隻で小隊編成の蛟龍の乗組員らと畠中艇長の遺体を下ろし佐伯海軍航空隊艇基地へ遺体と共に向かう。道中　畠中艇長が吉本整備士官から遺書を残していた事を知る。
乗組員全員は参謀室で尋問を受ける。
8月16日に畠中艇長は司令官に呼ばれていた事を伝えると司令官からは報告は全く受けて居ない。考えられないと驚く。乗組員は松浦基地の司令官に聞いて欲しいと要望を出すが軍法会議に出すと脅されるが乗組員は真相の究明の為にも軍法会議に出たいと申し出す。
待機命令中の「畠中　蛟龍 214号艇」は沖縄出撃に出た事に乗組員には待機命令違反の罰の代わりに口止め令令を受ける。乗組員は畠中艇長の事は家族の為にも自決ではなく名誉ある戦死との報告と畠中艇長の階級を上げて欲しいと要望を出す。(戦没者名簿には自決(没日空欄)・階級は昇級になっている)
参謀委員会は今回の件に付いては他言を禁ずると念を押される。
吉本整備士官ら蛟龍隊の仲間を交え通夜をする。
昭和20年8月21日
吉本整備士官、蛟龍隊の仲間等と簡素な葬儀を行い荼毘にする。松浦海軍航空隊に付いてからは「蛟龍 214号艇」の乗組員には9月19日から絶えず数人の見張り役が付き纏われる。
昭和20年8月22日
仲間の蛟龍隊2隻と「蛟龍 214号艇」3隻が小隊となり渡辺程付が司令塔に上り機雷の見張りをしながら遺骨と共に呉の倉橋島P基地に帰島するが倉橋島でも大騒ぎになっていた事を知る。
昭和20年8月2？日
畠中艇長の親友の吉本整備士官が遺骨を畠中艇長の遺族に届ける事になる。

決号作戦　大浦突撃隊　『第2特攻戦隊』
昭和20年3月1日
呉鎮守府は蛟龍、海龍、回天、震洋、魚雷艇、波号潜水艦等の小型戦隊を編成する。倉橋島の第一特別基地隊が改革により「第2特攻戦隊』の本部が倉橋島より光基地に移り長井満司令官が回天隊と兼務となる。
昭和20年3月13日
呉鎮守府は米機動部隊が瀬戸内の西、九州東側に上陸する事を想定し大浦突撃隊の蛟龍と魚雷艇隊を瀬戸内西側と九州東沿岸に配備し哨戒と訓練をする。未完成の蛟龍基地の代わりに回天隊の基地に機動力のある蛟龍と魚雷戦隊を配備させ米機動部隊を哨戒し回天隊を投入し殲滅若しくは消耗させる計画を建てる。 山口県の平生基地、大分県の大神基地等が候補に上がり分散配備をする。仮の基地は回天隊の兵舎に間借り(1部の部隊は漁村の民家を借り) 米機動部隊の哨戒と訓練をする。
昭和20年8月14日
呉鎮守府は作戦変更。蛟龍隊と魚雷戦隊は大分県の佐伯湾松浦基地に集合命令が出るが故障等諸事情で集合が出来ない小隊が出る。
昭和20年8月15日
早朝になり全艇に待機命令が出る。 准士官以上の者は参謀室、司令室に集合が掛かり終戦を知る。
回天隊は回天を参照。

## 「新海軍」での再採用案
敗戦後、吉田英三らが構想した「新海軍」では、旧海軍艦艇ないしその準同型艦の再建造が幾つも企てられているが、蛟龍もその中に含まれていた。準特攻兵器のイメージが強い「特殊潜航艇」という艦種名を避け、「局地防備艇」という艦種名を新たに与え、「蛟龍隊」を60隻10隊整備する計画であった。

## 派生型
- 蛟龍初期型：艇の上部に設けられたメインタンク及び浮力タンクの天井部分が、艇首に向かってなだらかに曲線を描いて下がっているのが外形上の特徴である。初期型が何隻完成されたかは不明である。また甲標的の二重反転プロペラを引き継いで装備している[92]。
- 蛟龍量産型：艇上部のメインタンク・浮力タンクの天井部分が水平となり、艇首波切り部分が高くなっている。また推進器が二重反転式からシングルプロペラに替わって採用された[92]。
- 蛟龍改一：計画案に終わった速度向上型である。電池を8個増設、後部電池室と発電機室の位置を前後逆に配置、ディーゼル航行が可能なディーゼル・エレクトリック方式に改良した。また司令塔の向きを反転し、無線マストと吸気筒の位置も変更が加えられた[92]。

## 諸元
データは以下による。
- 全長：26.25m
- 全幅：2.04m
- 深さ：3.81m
- 全没排水量：59.3t
- 耐圧深度：100m
- 最大速度：水上8kt、水中18kt（16ktとする文献あり）
- 水中航続距離：16kt（10.6海里）、2.5kt（125海里）
- 水上航続距離：8kt（1000海里、1850km）
- 旋回径：最微速、3ktで150m。半速12～9.5ktで190m
- 兵装：45cm魚雷発射管×2、二式魚雷×2
- エンジン：五一号丁型内燃機関、150馬力、重量1500kg
- 発電機：特G型直流発電機、発電量75～100kW、重量1380kg
- 電動機：半閉自己通風型他励複巻、直流600馬力、重量2160kg
- 蓄電池：特H型、200個
- 乗員：5名
- 連続行動日数：5日、ただし実際には3日が限度とされる

## 登場作品
『艦隊これくしょん -艦これ-』
艦上運用に対応した架空の改良型「甲標的 丁型改(蛟龍改)」が登場。雷巡や水上機母艦などのごく一部の艦娘しか装備できないが、装備すると「先制雷撃」という特殊攻撃を実施できる。